# Neckartal mit Seitentälern von Rottweil bis Aistaig
Das Neckartal mit Seitentälern von Rottweil bis Aistaig ist ein vom Landratsamt Rottweil am 1. Februar 1953 durch Verordnung ausgewiesenes Landschaftsschutzgebiet auf dem Gebiet der Gemeinden Bösingen, Dietingen, Epfendorf, Oberndorf am Neckar, Rottweil und Villingendorf.

## Lage
Das Landschaftsschutzgebiet Neckartal mit Seitentälern von Rottweil bis Aistaig erstreckt sich im Tal des Neckars beginnend unterhalb der Rottweiler Innenstadt bis zum Stumpenfels nördlich des Oberndorfer Stadtteils Aistaig. Es umfasst die Talhänge beidseitig des Neckars sowie einige Nebentäler. Das Schutzgebiet liegt im Naturraum Obere Gäue.

## Landschaftscharakter
Das Neckartal ist zwischen Rottweil und Aistaig bis zu 140 m tief in das Keupergestein bis in den Muschelkalk eingeschnitten und hat teilweise canyonartigen Charakter. Mit ca. 20 Wendungen mäandriert der Fluss durch das Tal. Die Zuflüsse haben sich tief in die umgebenden Ebenen eingeschnitten und gliedern so den Talrand. Auf den zahlreichen Felsen und Randhöhen befinden sich einige Burgen und Burgruinen.

## Zusammenhängende Schutzgebiete
Das Landschaftsschutzgebiet gehört größtenteils zum FFH-Gebiet Neckartal zwischen Rottweil und Sulz. In das Gebiet sind die Naturschutzgebiete Neckarburg, Schlichemtal, Kälberhalde, Mittlere Bollerhalde und Brandhalde eingebettet. Die flächenhaften Naturdenkmale Höhinger Halde und Käppeleshalde liegen im Landschaftsschutzgebiet.